# Josep-Anton Fernàndez i Montolí
Josep-Anton Fernàndez i Montolí (Barcelona, 1963) és investigador, crític, poeta i professor del grau de Llengua i Literatura Catalanes de la Universitat Oberta de Catalunya. Del 2015 al 2018 va ser director de l'Àrea de Llengua i Universitats i de l'Àrea de Literatura i Pensament de l'Institut Ramon Llull.
És llicenciat en Filologia Catalana per la Universitat Autònoma de Barcelona (1987) i doctor en Llengües Modernes per la Universitat de Cambridge (1996). Entre el 1993 i el 2006 va ser professor de literatura i cultura catalanes i cap de la secció d'Estudis Hispànics a la Universitat Queen Mary de Londres, on també va crear i dirigir el Centre for Catalan Studies. És professor de la UOC del grau de Llengua i Literatura Catalanes des de 2007, i director acadèmic del màster universitari d'Estudis Catalans.
Ha publicat més de 60 treballs sobre literatura, cultura, cinema i televisió catalans en diverses revistes internacionals i nacionals, i és autor del llibre Another Country: Sexuality and National Identity in Catalan Gay Fiction (2000), i coordinador dels volums El gai saber: Introducció als estudis gais i lèsbics (2000) i Calçasses, gallines i maricons: Homes contra la masculinitat hegemònica (2003, amb Adrià Chavarria).
El 2008 va publicar El malestar en la cultura catalana. La cultura de la normalització 1976-1999 (Empúries, 2008). En aquesta obra, l'autor planteja una revisió moderna i amb perspectiva sobiranista d'un treball de 1997 publicat a la revista digital 1991, sobre l’estat de la cultura catalana. Analitza alguna de les febleses del plans de normalització iniciats el 1976 amb el Congrés de Cultura Catalana i, entre d'altres, assenyala la violència simbòlica de textos com Contra Catalunya, d'Arcadi Espada, un aspecte que ja havia estudiat el 1999 i publicat en un treball sobre política i periodisme sota el títol de Com aprofitar-se dels febles i quedar com un senyor.
De 2015 fins al 2018 va ser director de l'Àrea de Llengua i Universitats i de l'Àrea de Literatura i Pensament de l'Institut Ramon Llull. El novembre de 2020 va obtenir el LVIII Premi Ausiàs March de Poesia per l'obra L’animal que parla.